# Expositie (narratologie)
Expositie of backstory is een term uit de narratologie die verwijst naar de informatie die aan het begin van een vertelling gegeven wordt.
De informatie die de schrijver in een expositie aan het begin van een verhaal levert heeft de bedoeling om de lezer of toeschouwer voldoende informatie te verschaffen opdat hij wat volgt beter zou begrijpen. In de expositie wordt verteld wat er gebeurd is voor het verhaal van het boek of de film begint. De schrijver/scenarist stelt de personages en hun onderlinge relaties voor, en schetst de setting van het verhaal waarin de actie zich afspeelt. Praktisch gezien vraagt de scenarist zich dus af wat er met zijn personage gebeurd is, de week, de dag of het uur voor het verhaal begint. In de expositie gaat hij dan verwerken wat volgens hem nodig is.
Niet elke film of verhaal begint met een expositie. Soms wordt dan gebruikgemaakt van een andere methode om noodzakelijke informatie over te brengen, bijvoorbeeld door enkele mensen te laten praten over wat er gebeurd is. In het Engels noemt men deze techniek the sewing circle dialogue, iets wat vooral beginnende scenaristen toepassen terwijl je het eigenlijk zou moeten vermijden. Een film met weinig inleidende informatie voor de toeschouwer is bijvoorbeeld Heaven Knows, Mr. Allison (1957). De openingscscène laat het strand zien, en een gehavende rubberboot die op het strand aanspoelt. Als de halfdode marinier (Robert Mitchum) uit het bootje kruipt, komt een non (Deborah Kerr) dichterbij. Zulke opening maakt het extra spannend en mysterieus, maar doordat de expositie zo minimaal is of zelfs helemaal ontbreekt, laat het de toeschouwer een tijd in het ongewisse over wat zich precies afspeelt. Als de film of een ander verhaal ineens begint met een actiescène alsof men zich ineens midden in de film bevindt, spreekt men in scenariotermen van 'in medias res'. 